# 20 століття (фільм)
«20 століття» (20va Shatabdam) — Кримінальний трилер продукції Толлівуду, режисера Коді Рамакрішни та продюсера Р. В. Віяя Кумара та Sri Sai Ram Creations. В головних ролях Суман, Деварай, Лізі та Суман Ранганатан в камео. Музикальний композитор Ж.В Рахавулу.
В фільмі відображена кримінальна активність в 20 ст. Пісні "Ammani Minchi Daivamunnada" та "Naa Prema Nava Parijatam" є головними хітами. Перша пісня - одна з кращих телузьких пісень про матір. Фільм є римейком Малаяламського фільму Двадцяте століття 1987 року.

## Soundtrack
- "Ammani Minchi Daivamunnada"
- "20va Shatabdam"
- "Ammani Minchi Daivamunnada" (Sad)
- "Kaalina Manasuto"
- "Naa Prema Nava Parijatam"